# Jdenievo
Jdenievo (en ukrainien : Жденієво ; en russe : Ждениево ; en slovaque : Žďeňovo/Ždeňová ; en hongrois : Szarvasháza) est une commune urbaine de l'oblast de Transcarpatie, en Ukraine. Sa population s'élevait à 1 102 habitants en 2019.

## Géographie
Jdenievo se trouve au fond d'une vallée des Carpates arrosée par la rivière Jdeniïvka (en ukrainien : Жденіївка) et dominée par des montagnes dépassant 1 100 m d'altitude. Elle est située à 51 km au nord-est d'Oujhorod, la capitale administrative de l'oblast. La ville la plus proche est Svaliava.

## Histoire
Au début du XXe siècle, la localité faisait partie du comitat de Bereg du Royaume de Hongrie et ses habitants étaient en majorité ruthènes. Après la Première Guerre mondiale, elle fut attribuée à la Tchécoslovaquie avec la Ruthénie subcarpathique. Elle devint soviétique après la Seconde Guerre mondiale et fut intégrée à la république socialiste soviétique d'Ukraine. Jdeniyevo fut élevée au statut de commune urbaine en 1981. Elle fait partie de l'Ukraine indépendante depuis 1991.

## Population
Recensements (*) ou estimations de la population :
| 1989* | 2001* | 2011  | 2012  | 2013  | 2014  |
| ----- | ----- | ----- | ----- | ----- | ----- |
| 1 393 | 1 128 | 1 112 | 1 109 | 1 098 | 1 096 |

## Transports
Jdenievo se trouve à 25 km de Volovets et à 32 km de Svaliava par la route. La gare ferroviaire la plus proche est celle de Volovets.